# Georg Drescher
Georg Anton Florian Drescher (17 de março de 1870 — 23 de outubro de 1938) foi um ciclista de pista alemão. Como amador, venceu vários campeonatos, incluindo o da Europa e da Alemanha. Nos Jogos Olímpicos de 1900, em Paris, Drescher competiu na prova de velocidade olímpica, sendo eliminado na primeira volta.